# Gustav Schwab
Gustav Benjamin Schwab (Stoccarda, 19 giugno 1792 – Stoccarda, 4 novembre 1850) è stato un poeta e scrittore tedesco.

## Biografia
Gustav Schwab era figlio del filosofo e letterato Johann Christoph (1743-1821). Studiò teologia e filosofia all'Università di Tubinga nel periodo 1809-1814. Fece parte della Scuola poetica sveva e strinse amicizia con Mayer, Kerner e Uhland. Nel 1815 pubblicò una raccolta di canti studenteschi, Neues allgemeines deutsches Kommers-und Liederbuch (Nuovo libro di canti conviviali tedeschi) alcuni Lieder dei quali ebbero grande diffusione. Terminati gli studî universitari, Gustav Schwab fu dal 1818 professore di ginnasio a Stoccarda, e dal 1837 pastore evangelico a Gomaringen. Fu traduttore, divulgatore della cultura classica, editore, collaboratore a riviste e scrittore di libri per la gioventù.

## Opere (selezione)
- Neues allgemeines deutsches Kommers-und Liederbuch (1915)
- Gedichte (1828)
- Das Buch der schönsten Geschichten und Sagen (1837)
- Sagen des klassischen Altertums (1838–1840). edizione in italiano: Le più belle leggende dell'antichità classica; trad. di Stefania Di Natale, Roma: Newton & Compton, 2003, ISBN 88-8289-892-X